# Fyllingen Håndball Bredde
Fyllingen Håndball är en handbollsklubb från Bergen, Norge, bildad 1946. Klubben består av ungdomslag och damlag. Herrelitlaget i Postenligaen spelar under namnet FyllingenBergen.